# Pościg (film 1994)
Pościg (ang. The Chase) – film komediowo-kryminalny w reżyserii Adama Rifkina wyprodukowany w 1994 roku. W rolach głównych występują Charlie Sheen i Kristy Swanson.

## Opis fabuły
Jack (Charlie Sheen) został niesłusznie skazany na pobyt w więzieniu za napad na bank którego nie dokonał. Nie zamierza jednak spędzić życia w więzieniu za niewinność. Ucieka. W sklepie przestraszony porywa piękną Natalie (Kristy Swanson) oraz jej samochód BMW. Po pewnym czasie gdy się już poznają okazuje się, że jest ona córką bogacza pragnącego zaistnieć w polityce. Większa część filmu odbywa się na autostradzie gdzie ściga ich korowód radiowozów. Ojciec Natalie widzi jednak w tym korzyść. Postanawia dzięki temu wejść do świata polityki udając zmartwionego ojca. Jack i Natalie zakochują się w sobie. Jack postanawia oddać się w ręce policji i nie dopuścić aby Natalie zmarnowała sobie życie. Zakochana po uszy dziewczyna terroryzuje reportera i wysadza helikopter. Żąda uwolnienia Jacka i tak się staje. Następnie wsiadają do helikoptera telewizyjnego i odlatują do Meksyku.

## Obsada
- Charlie Sheen jako Jackson Hammond
- Kristy Swanson jako Natalie Voss
- Henry Rollins jako oficer Dobbs (kierowca radiowozu)
- Josh Mostel jako oficer Figus (pasażer radiowozu)
- Rocky Carroll jako Byron Wilder (reporter drogowy kanału 8)
- Ray Wise jako Dalton Voss
- Claudia Christian jako Yvonne Voss (macocha Natalie)
- Flea jako Dale (kierowca monster trucka)
- Anthony Kiedis jako Will (pasażer monster trucka)